# Hydroxyde de cadmium
L'hydroxyde de cadmium est un composé inorganique ionique, composé d'un cation cadmium divalent et de deux anion hydroxyle monovalents, de formule Cd(OH)2.

## Propriétés physiques et chimiques
C'est en général un solide ionique blanc cristallin et gélatineux, hygroscopique, qui est un composant fondamental des accumulateurs nickel-cadmium à cathode de NiCd.
La maille cristalline est hexagonale, le réseau étant caractérisé par des couches hexagonales. Il peut se présenter sous forme d'une poudre incolore.
Le corps peut aussi être amorphe.
L'hydroxyde de cadmium est soluble dans les acides, l'ammoniaque et les sels d'ammonium. Il est très peu soluble dans l'eau froide. Il est insoluble dans l'alcool.

## Préparation
L'hydroxyde de cadmium est préparé industriellement par la réaction du nitrate de cadmium avec de la soude caustique ou hydroxyde de sodium :
Cd(NO3)2 + 2NaOH → Cd(OH)2 + 2NaNO3
La préparation à partir d'autres sels de cadmium peut paraître plus compliquée. 
Au laboratoire, ce corps Cd(OH)2 peut être précipité d'une solution d'acide sulfurique et du corps simple cadmium métal, ou encore par l'ajout de soude ou de potasse caustique en excès à diverses solutions aqueuses de sels de cadmium.

## Chimie
L'hydroxyde de cadmium réagit facilement à l'air humide avec la faible teneur en dioxyde de carbone pour former des carbonates hydratés, qui une fois chauffé, laisse le carbonate de cadmium CdCO3.
L'hydroxyde de cadmium perd l'équivalent d'une molécule d'eau par simple chauffage, qui mène à la production d'oxyde de cadmium. La décomposition commence à 130 °C et se termine à saturation à 300 °C.
L'hydroxyde de cadmium est plus basique que l'hydroxyde de zinc. Ce corps forme facilement un complexe anionique Cd(OH)42− lorsqu'il est mis en présence de solutions concentrées de soude caustique. Il forme aussi des complexes avec l'ion cyanure, l'ion thiocyanate et les ions ammonium, lorsqu'il est, en pratique, ajouté à la solution contenant ces ions.
Les réactions avec les acides halogénures d'hydrogène HX produisent des sels de cadmium type CdX2. Avec l'acide chlorhydrique, l'acide sulfurique et l'acide nitrique, les produits obtenus sont respectivement le chlorure de cadmium, le sulfate de cadmium et le nitrate de cadmium.

## Utilisations
Il sert à la fabrication d'électrodes de batteries électrochimiques, notamment de cathodes pour accumulateurs. L'hydroxyde de cadmium est généré et libéré à l'anode dans les batteries de stockage au nickel-cadmium ou argent-cadmium :
NiO(OH) + H2O + Cd + HO− → Cd(OH)2 + Ni(OH)2 + e−
L'hydroxyde de cadmium est souvent utilisé à la place de l'oxyde de cadmium pour une variété d'opérations, impliquant souvent un chauffage. C'est alors un pigment.
Il sert pour le cadmiage (revêtement anti-corrosion), en galvanoplastie et électrogalvanisation.
Il peut être employé dans les accumulateurs alcalins et pour la stabilisation des matières plastiques.